# Ваљадолид (Мексико)
Ваљадолид (шп. Valladolid) је град који са налази у мексичкој савезној држави Јукатан. Налази се на југоистоку државе, на полуострву Јукатан, 169 km источно од главног града Мериде, и 158 km јужно од Канкуна. По попису из 2005. има 48.973 становника, а 68.863 у широј градској зони која у себи садржи много мањих комуна а такође и четири мања насеља Попола, Канксоц, Јалкоба и Ксоцен. Име града на мајанском језику је „Саки“.

## Историја града
Први оригинални град Ваљадолид је основан од стране шпанског конкистадора Франциска де Монтеје (Francisco de Montejo) 28. маја 1543. године, недалеко од данашњег места налажења у лагуни Чок Ха. Због превелике влаге и нездраве климе тадашњи становници су одлучили да се преселе дубље у шуме и 24. марта 1545. године су се доселили на данашње место града. На том простору већ је постојало насеље звано „Заки“ или „Заки-Вал“ у коме су живеле Маје. Шпанци су постојећ куће и храмове порушили и искористили материјал за градњу својих нових кућа. Од једне од пирамида су искористили већ обрађено камење за грађење цркве која још и данас постоји, катедрала Сан Гервасио. И поред побуне Маја Шпанци су остварили своју замисао и са довођењем свежих трупа угушили побуну. Град је добио име по шпанском граду Ваљадолиду, тадашњем главном граду истоимене шпанске провинције и једно време и главном граду шпанске краљевине.
Ваљадолид је 1840. године имао популацију од 15.000 становника. Током 1847. године опет је дошло до сукоба између Маја и Шпанаца. У почетку мајанско незадовољство је било више локално. Сукоб је ескалирао када су Шпанци стрељали виђеније Маје. Вође побуне су били Јацинто Пат из мајанског града Тихосуко и Сесилио Чи из града Ичмула. Првобитно побуна је имала успеха и Шпанци су 14. марта 1848. били присиљени да напусте град и велики број Шпанаца је убијен пре него су се успели извући и потражити заштиту у Мериди. Маје су тиме привремено повратили град али крајем исте године Шпанци су опет заузели Ваљадолид који је остао у њиховим рукама за сво остало време док је побуна трајала.
До почетка 20. века, Ваљадолид је био трећи по реду по величини и економској снази на Јукатанском полуострву (после Мериде и Кампечеа). Данашње становништво је мешавина старих Маја и Шпанаца колонизатора такозваних Креола.

## Становништво
По попису из 2005. године Ваљадолид је имао 45.868 становника од тога 22.527 мушкараца и 23.341 жена. По статистичким предвиђањима CONAPO-а, Ваљадолид ће до 2011. године имати 54.676 становника.
| 1895. | 1900. | 1910. | 1921. | 1930. | 1950. | 1960. | 1970.  | 1980.  | 1990.  | 1995.  | 2000.  | 2005.  | 2010.  |
| ----- | ----- | ----- | ----- | ----- | ----- | ----- | ------ | ------ | ------ | ------ | ------ | ------ | ------ |
| 4.955 | 4.319 | 4.920 | 5.601 | 6.402 | 8.165 | 9.297 | 14.663 | 28.201 | 29.279 | 34.857 | 37.332 | 45.868 | 48.973 |

## Знаменитости града
Знаменитости Вањадолида су катедрала из колонијалне ере и велики број крашких јама, (Cenote), природних удубљења која граде језера и у којима се налази извор који их снабдева са водом. У близини града се налазе остаци старих мајанских градова Чичен Ице и Ек Балам.